# Non basta mai
Non basta mai è un singolo del rapper italiano Capo Plaza, in collaborazione con i rapper italiani Bresh e Tony Effe, pubblicato il 13 giugno 2025.

## Descrizione
Il brano, scritto da tutti e tre gli artisti, è prodotto da Francesco Avallone, in arte Ava, Marco Marra, in arte Marramvsic, e Luca Antonio Barker, in arte Sick Luke.

## Video musicale
Il video musicale, diretto da Giulio Rosati, è stato pubblicato in concomitanza all'uscita del brano attraverso il canale YouTube del rapper.

## Tracce
Testi di Luca D'Orso, Andrea Emanuele Brasi e Nicolò Rapisarda, musiche di Francesco Avallone, Marco Marra e Luca Antonio Barker.
1. Non basta mai – 2:24

## Classifiche
| Classifica (2025) | Posizione massima |
| ----------------- | ----------------- |
| Italia            | 7                 |